# 上総苅谷藩
上総苅谷藩（かずさかりやはん）は、上総国夷隅郡苅谷（現在の千葉県いすみ市苅谷）を居所として、江戸時代前期に存在した藩。1642年、堀氏が1万石の大名となって立藩。1668年に居所を市原郡八幡（現在の市原市八幡）に移して上総八幡藩となった。
堀家は、立藩に先立つ1633年より旗本領として苅谷周辺を治めており、苅谷陣屋もこの時に設置されたものである。八幡への居所移転後も、1698年に越後国椎谷藩に移されるまで堀家は苅谷周辺を治めた。

## 歴史

### 前史
藩主家の祖は、堀直政の五男・堀直之である。直之は江戸幕府に出仕し、書院番からのちに町奉行・寺社奉行を務めた。直之はたびたび加増を受けており、元和2年（1616年）には越後国で5500石を領して刈羽郡椎谷（現在の新潟県柏崎市椎谷。椎谷藩参照）を居所としたが、江戸町奉行在任中の寛永10年（1633年）に上総国夷隅・市原・埴生・長柄4郡内で4000石の加増を受けて合計9500石となり、上総国苅谷に陣屋を築いて居所を移した。明治期に編纂された『上総国町村史』によれば、苅谷陣屋には家臣の楢林虎英が代官として赴任したという。
直之の長男・堀直景も幕府に出仕して書院番・使番を務め、父とは別に知行地を与えられた。寛永10年（1633年）に加増を受けて知行高2000石に達するが、その知行地は武蔵国、下総国、上総国（埴生郡）、相模国、甲斐国に分散していた。

### 立藩から廃藩まで
寛永19年（1642年）7月に直之が没し、同年閏9月に直景による家督と遺領の継承が認められた。この際、直景の知行地のうち1500石が弟の直氏に分与され、直景は残りの500石と直之の遺領9500石を合わせた1万石の領主となって大名に列した。直景は承応2年（1653年）に使番を免じられ、万治元年（1658年）に詰衆に任じられた。寛文元年（1661年）にはじめて国許に入る暇を与えられ、寛文4年（1664年）に領知朱印状を与えられた（寛文印知）。寛文4年（1664年）の領地は、越後国沼垂郡（5500石）、上総国夷隅郡・埴生郡・市原郡・長柄郡（4郡で4120石余）および下総国香取郡、武蔵国高麗郡にまたがっていた。
寛文8年（1668年）8月、直景は嫡男の堀直良に家督を譲って隠居した。直良は同年9月にはじめて国許に入る暇を与えられているが、同年中に上総国市原郡八幡に居所を移した。これにより上総八幡藩が立藩し、上総苅谷藩は廃藩になったと見なされる。

### 後史
元禄11年（1698年）、上総八幡藩2代藩主・堀直宥（直良の子）の代に、関東地方にあった堀家の領地は越後国内に移された。堀家は居所を椎谷に移し、椎谷藩が立藩する。
『角川日本地名大辞典』では、堀家が大名に列してから椎谷藩に移されるまでの3代（直景・直良・直宥）を「苅谷藩」の項目で扱っている（ただし、八幡への移転後について「八幡藩と称す」ともある）。

## 歴代藩主
堀家
譜代。1万石。
1. 堀直景
2. 堀直良

## 領地

### 陣屋と陣屋町
苅谷は夷隅川中流左岸に位置する。古代の伊甚屯倉の所在地との伝承のある古い土地で、中世には伊南荘国吉郷の一部であった。戦国期には近傍の万喜城（現・いすみ市万木）に土岐為頼ら上総土岐氏が拠った。
江戸時代初期の村切りによって「国吉村」が4つの村に分けられ、その1つとして苅谷村が成立した（「国吉苅谷村」とも称した）。大原と大多喜を結ぶ街道（現在の国道465号）上に位置して「苅谷宿」とも呼ばれ、夷隅地方で現在も続く六斎市（定期市）が立つなど商業地として栄えることになる。市街が発展するのは延宝（1673年 - 1681年）の頃とされ、これは領主である堀家の居所が八幡に移った後となる。
苅谷の六斎市については、戦国期に万喜城主土岐氏が城下で開いた市に由来するとも主張され、また堀直之が当地を居所とした寛永10年（1633年）頃から始まったともいう。江戸時代後期の文化3年（1806年）に六斎市が官許された。
陣屋は「南川淵」という字に置かれた。現在のいすみ鉄道いすみ線国吉駅の南東側、夷隅川の屈曲部が陣屋跡であるが、一帯は水田となって耕地整理も行われているため、遺構は残されていない。